# Pholidoptera fallax
Pholidoptera fallax är en insektsart som först beskrevs av Fischer 1853.  Pholidoptera fallax ingår i släktet Pholidoptera och familjen vårtbitare. Inga underarter finns listade i Catalogue of Life.

## Bildgalleri

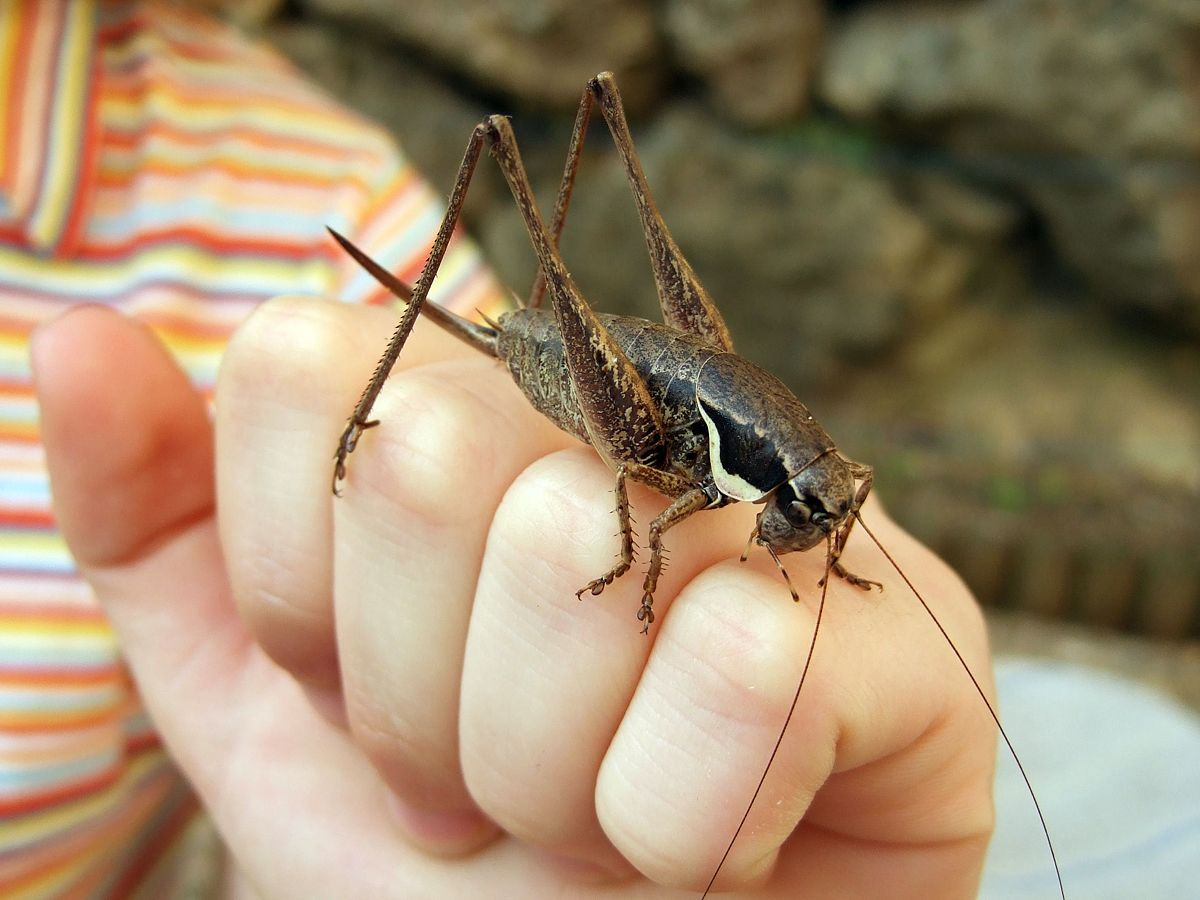